# 珍妮弗·沃考特
珍妮弗·沃考特（英語：Jennifer Walcott，1977年5月8日—）出生于美国俄亥俄州扬斯敦，为美国美感摄影模特和女演员，因2001年8月被《花花公子》选为“玩伴女郎”而知名。

## 生平
1977年，沃考特出生于美国俄亥俄州扬斯敦，他们家有4个孩子，她是意大利、爱尔兰和波兰混血裔，她的童年在俄亥俄州的扬斯敦度过。沃考特儿时是一个啦啦队长和舞蹈爱好者。
1995年，沃考特毕业于Lowellville High School高中，
那时候，她想未来当一名兽医，因为她的房子里养着许多宠物。
1996年10月，在沃考特19岁的时候，她搬迁到加利福尼亚州洛杉矶居住，她一边从事2份工作，一边在圣莫妮卡学院读书。
2000年，沃尔特暂时搬到芝加哥居住因为这样靠近她的祖母家，而祖母她的病很重，当她的祖母去世后，沃尔特重新搬回洛杉矶。

## 个人生活
沃尔特的丈夫是亚当·阿丘利塔，他是美国国家橄榄球联盟的自由球员。
2008年4月10日，在亚利桑那州斯科茨代尔，他们住在凤凰城和他们的第一个孩子杰特·詹姆斯·阿丘利塔。
沃尔特在华盛顿特区的麦当劳叔叔之家当志愿者。
沃尔特也是一个诗人，她的诗刊登在《读者文摘》赢得了全州比赛。

## 作品
| 年份 | 作品             | 作品                             | 角色       | 角色       | 备注 |
| 年份 | 中文名称         | 英文名称                         | 角色中文名 | 角色英文名 | 备注 |
| ---- | ---------------- | -------------------------------- | ---------- | ---------- | ---- |
| 2005 | 美国派：集体露营 | American Pie Presents: Band Camp |            |            |      |
| 2008 |                  | The Pool Boys                    |            |            |      |